# José Carlos Fernández (Peruviaanse voetballer)
José Carlos Fernández (Trujillo, 14 mei 1983) is een Peruviaanse profvoetballer en international (2 caps). Hij fungeert normaal gezien als aanvaller en is 1,88 m groot. Op 30 mei 2008 tekende hij een contract voor één seizoen met optie voor nog een bijkomend seizoen bij Cercle Brugge.
Eerder speelde hij vier maanden op uitleenbasis bij Tsjornomorets Odessa in Oekraïne, waar hij in de competitie slechts 19 minuten in actie kwam. Bij Cercle kwam hij niet verder dan zeven invalbeurten. Op 10 februari 2009 werd in onderling overleg zijn contract verbroken. Fernández keerde terug naar zijn vaderland, waar hij voor Alianza Lima tekende.